# Campionati giapponesi di ski cross 2022
I Campionati giapponesi di ski cross 2022 si sono svolti ad Kashimayari il 9 aprile. Il programma ha incluso sia la gara femminile che la gara maschile. 
Trattandosi di competizioni valide anche ai fini del punteggio FIS, vi hanno partecipato anche sciatori di altre federazioni, senza che questo consentisse loro di concorrere al titolo nazionale giapponese.

## Risultati

### Uomini
| Pos. | Atleta          | Nazione  |
| ---- | --------------- | -------- |
| 1    | Ryo Sugai       | Giappone |
| 2    | Satoshi Furuno  | Giappone |
| 3    | Tetsuya Furuno  | Giappone |
| 4    | Ryuto Kobayashi | Giappone |

### Donne
| Pos. | Atleta          | Nazione       |
| ---- | --------------- | ------------- |
| 1    | Sachi Hirakawa  | Giappone      |
| 2    | Makiko Arai     | Giappone      |
| 3    | Kang Rine       | Corea del Sud |
| 4    | Tomoko Hasegawa | Giappone      |